# Eois tessellata
Eois tessellata là một loài bướm đêm trong họ Geometridae.